# 伊賀久隆
伊賀 久隆（いが ひさたか）は、戦国時代から安土桃山時代にかけての武将。備前国津高郡の国人・備前伊賀氏の当主。虎倉城主。受領名は伊賀守、左衛門尉。

## 生涯

### 勢力拡大
備前伊賀氏は、鎌倉時代に政所執事を務め伊賀氏事件を引き起こした伊賀光宗の子孫のうち、備前国長田荘の地頭となった一族の流れをくむ。久隆の名が現れるのは天文13年（1544年）に清水寺の本堂の再建を行ったという記録からである。この頃から既に家督を継いでいたと考えられる。
始め松田氏に仕え、後盾である出雲国の尼子氏の下、安芸国の毛利氏に従う備中国や美作国の国人らと争った。だが、尼子氏の衰退により松田氏は次第に東からの浦上氏の圧力に抗えなくなり、永禄5年（1562年）、松田元輝は宇喜多直家との和議に応じ、その際に元輝の子元賢は直家の娘、久隆は直家の妹をそれぞれ妻に娶り宇喜多氏と婚姻関係を結んだ。この縁により久隆は宇喜多氏との親密になる一方で、日蓮宗への傾倒から領内の統治を混乱させ、諫言を聞き入れなくなった松田親子とは次第に不仲になっていく。

### 久隆と直家
永禄11年（1568年）、宇喜多直家から邪魔になった松田親子の排除と西の三村氏や毛利氏に備え、松田氏の居城である堅牢な金川城の乗っ取りを打診されると、久隆はこれを承諾する。
同年7月5日、松田親子を初め松田元脩などの重臣が多く金川城に招かれたこの日を狙い、金川城を包囲。これに呼応して事前に城内に忍ばせていた手勢に拠点を抑えさせて元輝を討ち、金川城を正門の守りを残すのみという状況まで追い込むことに成功。その後、城兵の抵抗に合いつつも7月7日には城を落とし、翌日には城を脱出していた元賢も討ち取り、直家の金川城攻略に大きく貢献する。この戦いによって松田領の一部を加増された久隆の所領は15万石程にまで達し、宇喜多氏に従う諸将の中でも最大級の所領を誇る実力者となる。
その後は、浦上宗景と断交し毛利氏と結んだ直家に従い、天正6年（1578年）の上月城の戦いに参加するなど活躍した。しかし、翌天正7年（1579年）に宇喜多氏が毛利氏と敵対する織田氏方へと転じたことにより取り巻く状況は急変。虎倉城は毛利氏との領地の境界を間近に置く最前線となり、侵攻の脅威に晒される事になる。

### 虎倉合戦と加茂崩れ
天正8年（1580年）3月13日、毛利軍は15000の兵で岡山城の西に位置する辛川口に侵攻し惨敗（辛川崩れ）した後に南下し、本陣を虎倉に程近い備中竹ノ荘へと移すと、備中と美作との連絡路を確保するために虎倉城攻略の準備を始める。
これに対する久隆は、敢えて地の利を生かせる虎倉周辺まで毛利軍をおびき寄せて結集した兵力で迎え撃つ作戦に出る。そして同年4月14日、緒戦に快勝を収めた毛利軍の先鋒部隊は虎倉城への進軍を開始（虎倉合戦）。伊賀勢は児島郡下加茂の山中でこれを強襲、現地の地理に疎い毛利軍を弓隊や遠藤兄弟の指導を受けた精鋭の鉄砲隊が狙い撃ちし、毛利方の先鋒部隊の大将である粟屋元信を始めとして、児玉元房、井上元勝、奈古屋元賀、三戸元好、小寺就武、宇多田藤右衛門、山県三郎兵衛、足立十郎右衛門、斎藤左衛門尉ら40人余りを討ち取り、一手の大将である神田元忠（後の三浦元忠）を負傷させる戦果を挙げ、逃げる毛利軍を追撃し250余人を討ち取りながらも伊賀勢の死者はほぼ皆無という大勝を収める（加茂崩れ）。度重なる大敗にこの遠征に行軍していた毛利輝元もやむなく後事を小早川隆景に任せて安芸へと帰還した。

### 謎の急死と暗殺説
これらの活躍を見せていた久隆であったが、天正9年（1581年）4月、突如として謎の急死を遂げた。『桂岌円覚書』に寄れば、宇喜多直家の家臣である河原四郎右衛門尉に毒を盛られたという。これは織田氏への寝返りに不満を持つ宇喜多家臣の流言に騙された直家によって毒を盛られた等いくつかの記述が残っている。また、直家はこの頃「尻はす」という出血を伴う悪性の腫物を患いかなり弱っており、自分の死に際して広大な所領を持つ久隆の存在を危惧したという説もある。
なお、軍記物の『備前軍記』では虎倉合戦が天正2年（1574年）4月13日、久隆の没年は天正6年（1578年）とされ、こちらの方が良く知られているが、これは毛利方に残された『萩藩閥閲録』『桂岌円覚書』などの複数の史料と記述が大きく食い違う。虎倉合戦の時期に関しては、天正2年（1574年）に宇喜多との交戦があったという事は毛利方の記録で確認が取れず、また天正2年（1574年）3月13日付けの直家起請文では既に宇喜多直家が浦上宗景と断交して、浦上家との戦の準備を始めていることが記されている。また、没年に関しても『桂岌円覚書』の他に天正8年（1580年）に久隆本人の発給した感状が現存している。このため、近年では『備前軍記』の記述は誤りとされている。
同年4月17日までには毛利氏に久隆の急死の一報が届いていたようで、毛利輝元は4月17日に桂元盛、岡元良、赤川元種に宛てて久隆の急死の報が事実であるか調べて報告するように命じている。

## 系譜
- 父：伊賀勝隆
- 母：不詳
- 室：宇喜多直家の妹
- 生母不明の子女
  - 男子：伊賀家久（?-1587/94） - 甥とも
  - 男子：伊賀久道 - 久良とも